# WALL-E
Cet article possède un paronyme, voir Walle.
Série Classiques d'animation Pixar
Ratatouille
(2007) Là-haut
(2009)
Pour plus de détails, voir Fiche technique et Distribution.
WALL•E est un film d'animation américain en images de synthèse réalisé par Andrew Stanton et sorti sur les écrans en 2008. Le scénario, co-signé par Andrew Stanton et Jim Reardon, est basé sur une histoire originale de Stanton et de Pete Docter. C'est le neuvième des studios Pixar. Le film, qui se place dans le futur, suit l'histoire d'un robot cubique nommé WALL•E, conçu avec une myriade d'autres robots du même genre pour nettoyer la Terre de ses déchets. Il devient au fil des ans le dernier à fonctionner. Il va tomber sous le charme d'un autre robot tout à son opposé dans son allure et ses manières, nommée EVE, et la suivre dans l'espace pour une aventure qui va changer le destin de l'Humanité.
Après avoir réalisé Le Monde de Nemo, Andrew Stanton a senti que Pixar était capable de créer des simulations réalistes de la physique sous-marine et a donc voulu réaliser un film se déroulant en grande partie dans l'espace. La plupart des personnages ne disposent pas de voix humaines réelles, mais s'expriment uniquement avec des gestes ou des sons robotiques, conçus par Ben Burtt, qui ressemblent à des voix métalliques. En outre, WALL•E est le premier long métrage d'animation de Pixar à contenir des scènes en prises de vues réelles.
Walt Disney Pictures a organisé la sortie du film aux États-Unis et au Canada le 27 juin 2008. Le film a recueilli 23,1 millions de dollars américains le jour de sa sortie, et 63 millions durant son premier week-end, où il était alors projeté dans 3 992 salles, se positionnant à la première place du box-office. Le film a, d'ailleurs, effectué le quatrième meilleur week-end d'ouverture au box-office pour un film Pixar, en date du 31 mai 2009. Suivant la tradition des studios Pixar, WALL•E a été apparié, lors de sa sortie en salles, avec un court métrage, Presto. Le film a reçu en grande partie des critiques positives, atteignant le score de 96 % sur Rotten Tomatoes. Il a recueilli 534 millions de dollars à l'international et a décroché le Golden Globe du meilleur film d'animation, le prix Hugo pour le meilleur long-métrage dramatique et l'Oscar du meilleur film d'animation.
En 2021, le film est sélectionné par la National Film Registry de la Bibliothèque du Congrès pour y être conservé, considéré comme étant « culturellement, historiquement ou esthétiquement important ».

## Synopsis
Au début du XXIIe siècle, la compagnie Buy-N-Large (BnL) monopolise l'économie de la Terre par un trust concentrant les biens et les services. Cette entreprise est devenue un gouvernement mondial globalisé. La surconsommation effrénée a tôt fait de transformer le monde en un dépotoir gigantesque. La société commandite un exode massif à bord de vaisseaux spatiaux dans une tentative de préserver l'humanité. Des milliers de machines robotiques dénommées WALL•E (Waste Allocation Load Lifter: Earth-Class - littéralement en français « compacteur terrien de déchets ») ont été fabriquées par la compagnie. Ces engins ont pour unique tâche de « nettoyer » la Terre en compactant la myriade de détritus qui parsèment le sol, durant les cinq années que doit durer l'exode. Mais beaucoup d'entre eux se désactivent inexplicablement et sont vite hors-service, forçant les humains qui n'ont pas d'autre plan de repli à rester dans l'espace.
Sept cents ans après le début de l'exode humain, il ne reste plus qu'un unique WALL•E en état de fonctionnement. Il déploie au matin des panneaux photovoltaïques pour recharger ses batteries. Ce robot passe ses journées entières à compacter des déchets.
Il a acquis au fil du temps une personnalité et une conscience propres. Il conserve à part divers objets trouvés pour leurs utilités mécaniques, esthétiques ou fonctionnelles. Il les trie ensuite au soir dans son lieu de repos. C'est un ancien véhicule de transport de WALL•E qu'il a engorgé de toutes ses trouvailles. Pour perdurer depuis si longtemps dans sa mission, le robot remplace toutes ses pièces défectueuses par celles issues des autres WALL•E devenus inertes (chenilles, lentilles, bras...)
Il nourrit et protège un cafard, nommé Hal, qu'il a rencontré. Il trouve même un jour une plante verte. Il l'arrose et la conserve dans son abri.
Une fusée va détruire la solitude et les habitudes de WALL-E en déposant un matin une sonde robotisée juste devant lui. Elle est immatriculée EVE (Extraterrestrial Vegetation Evaluator, littéralement Évaluatrice de la végétation extraterrestre). Sa mission est de ramener aux humains une preuve de vie sur Terre.
WALL•E est un cube basique, rouillé, abîmé par le travail, avec de simples chenilles pour se déplacer au sol et un rôle simpliste de compactage. EVE est nettement plus évoluée : son apparence est fuselée, oblongue, élégante. Elle ne se déplace que dans les airs et très vivement. Elle possède en outre un bras-fusil qui tire des rayons lasers particulièrement destructeurs.
WALL•E apprécie infiniment la distraction qu'EVE lui fait vivre, hors de sa routine si coutumière. Dès lors, il oublie tout de sa propre mission de compacteur. Il la suit continuellement, scrute ses mouvements, ses déplacements et ses actions. Il cherche à communiquer avec elle. Toute à sa tâche, elle le dédaigne pourtant longtemps. 
Après être parvenu à nouer contact, il lui montre son lieu de repos et quelques uns de ses nombreux trésors : une télévision fait à la main avec les deux chansons, Put On Your Sunday Clothes et It Only Takes a Moment, du film Hello, Dolly! en vidéo-cassette, des ampoules que EVE allume juste en les tenant, un batteur à main, du papier bulle, un Rubik's Cube qu'elle résout en quelques secondes. Alors qu'il montre la plante trouvée lors de ses opérations de nettoyage, EVE détecte une preuve que la vie est à nouveau possible sur Terre et c'était ce qu'elle était venue chercher. Elle se met donc en stase après avoir enfermé la plante dans son ventre. Une lumière verte qui clignote à intervalles réguliers indique qu'elle a réussi sa mission. 
Infatigablement, durant une longue période, WALL•E cherche à la réanimer par divers moyens, sans succès. Puis comprenant finalement qu'elle ne peut pas être « réparée », WALL•E reprend son activité principale. Il a cependant si peu d'entrain qu'il a perdu toute vitalité.
Entre-temps, la fusée qui a déposé EVE revient la chercher. WALL-E accourt pour ne pas la laisser partir sans lui. L'appareil embarque EVE dans la soute puis décolle. Il emmène aussi WALL•E qui s'est accroché à la coque extérieure de l'engin. La fusée part dans l'espace et finit par rejoindre un énorme vaisseau spatial nommé Axiom, abrité dans une lointaine nébuleuse. 
Ce qu'il reste de l'humanité mène ici une vie assistée en permanence par la technologie. Du fait de leur complète passivité et dépendance envers les machines, les humains ont perdu l'usage de leurs jambes atrophiées, sont devenus obèses et ne se déplacent désormais que sur des fauteuils volants. Leur oisiveté les a rendu incapables de s'extraire de la technologie. Leur libre-arbitre est même devenu inexistant. Le capitaine du vaisseau, B. McCrea, a lui aussi laissé le contrôle de ce dernier à AUTO, le pilote automatique (comme d'ailleurs ses prédécesseurs avant lui).
Lorsque les cinq sondes EVE envoyées sur Terre sont scrutées par le robot GO-4, qui est le Second du Commandant, seule l'EVE ayant été en contact avec WALL•E contient une plante. Dès lors, un protocole standard est mis en pratique et l'EVE en stase est directement emmenée vers la salle de commandement. WALL-E s'empresse de la rejoindre et parvient à se cacher près d'elle. EVE est réactivée par AUTO et salue le capitaine humain. Ce dernier apprend qu'une trace de vie organique terrestre, si elle est placée dans le holo-détecteur, obligera automatiquement le vaisseau à revenir sur la planète Terre. Les humains pourront alors immédiatement la recoloniser. EVE ouvre son conteneur, qui s'avère être vide. Considérée comme défectueuse, la sonde est envoyée à la maintenance des robots. En partant, WALL•E salue lui aussi l'humain, et ce faisant laisse un peu de terre sur sa main. En la donnant à analyser à l'ordinateur, le capitaine est surpris de découvrir qu'il s'agisse d'une matière provenant de la Terre. Il se passionne vite pour les descriptions scientifiques qui découlent de sa découverte, ce qui sous-entend d'ailleurs que les connaissances biologiques de base ne sont même plus enseignées aux habitants de l'Axiom.
WALL•E croit par erreur qu'EVE se fait torturer lorsqu'ils se trouvent dans la salle de nettoyage. Il provoque la pagaille et l'évasion des autres robots en réparation. Il suit EVE qui le guide dans le vaisseau. Ils arrivent ensemble dans l'embarcadère des capsules de sauvetage, EVE programmant pour WALL•E le retour de l'une d'elle sur Terre. Tandis que le robot cubique ne souhaite pas du tout retrouver la solitude et cherche à s'éloigner des capsules, GO-4 arrive silencieusement et place la plante, qu'il avait subtilisée à EVE, dans la capsule dont il programme l'autodestruction dans l'espace. WALL•E y entre rapidement à son insu et parvient à s'échapper à temps de la capsule en se propulsant dans l'espace grâce à un extincteur, gardant la plante dans son compartiment de compression. Il retrouve EVE à l'extérieur du vaisseau et se réconcilie avec elle.
Ils retournent ensuite voir le capitaine et veulent lui donner la plante. L'opération est alors enclenchée. Désormais, puisqu'une plante a été déclarée découverte, il est devenu possible pour les humains de retourner sur Terre. AUTO, pourtant, interdit cette possibilité car il obéit a une vieille directive donnée par le patron de BnL, Shelby Forthright, sept cents ans plus tôt, croyant à l’époque que le fait de l'augmentation de toxicité a rendu la vie sur Terre impossible (expliquant pourquoi les autres WALL•E se sont désactivés). 
S'ensuit alors une mutinerie : le capitaine est enfermé dans ses quartiers, EVE est désactivée, WALL•E court-circuité par AUTO, et les deux robots sont éjectés dans un conduit d'évacuation des déchets. WALL-E et EVE sont sauvés de justesse par un petit robot nettoyeur nommé M-O qui suivait les traces de saleté laissées par WALL-E depuis son arrivée dans l'Axiom, ce qui leur permet de regagner l'intérieur du vaisseau. Pourchassés comme renégats, EVE, WALL•E et M-O, aidés de plusieurs robots hors-système, cherchent toujours à apporter la plante au commandant : celui-ci parvient à leur faire savoir qu'il va activer le holo-détecteur près de la piscine centrale du navire. Tous les robots se dirigent alors vers le holo-détecteur, tandis que le capitaine fait croire à AUTO qu'il a la plante dans ses propres mains. Lorsque l'appareil trouve le capitaine dans la salle, ils se battent, et GO-4 est détruit dans la manœuvre.
Le capitaine parvient presque à activer le processus qui lui permet de retourner sur Terre, mais AUTO devient finalement fou et fait tomber le capitaine qui s'accroche à lui, bascule le vaisseau (mettant la vie des passagers en danger) et annule l'activation. WALL•E empêche AUTO de fermer la machine, s'endommageant de plus en plus en résistant. Inspiré par le sacrifice de WALL•E, le capitaine décide de se lever par lui-même pour affronter héroïquement AUTO, puis le désactive à temps, remet le vaisseau à l’endroit et sauve les passagers. La plante est mise à temps dans le holo-détecteur avant qu’il se ferme pour toujours, puis l'Axiom prend la direction de la Terre, mais sans trop de joie pour les humains, robots, et surtout EVE. En effet, WALL•E se meurt.
De retour sur la planète, WALL-E est réparé par EVE mais malheureusement, sa mémoire a été effacée après sa réactivation. EVE lui donne un baiser d'au revoir qui va lui rendre sa mémoire. Pendant que les deux robots savourent leur nouvelle vie de couple avec leurs autres amis robots, les humains, qui ont retrouvé la marche bipède, reprennent le cours de leur histoire après les sept cents ans de stagnation passés sur l’Axiom, et recolonisent la Terre.

## Fiche technique
- Titre : WALL•E
- Réalisation : Andrew Stanton
- Scénario : Andrew Stanton et Jim Reardon d’après une histoire originale de Andrew Stanton et de Pete Docter
- Story-boards : Brian Fee, Ronnie del Carmen et Peter Sohn
- Musique : Thomas Newman et Peter Gabriel (compositeur et interprète de la chanson du générique, Down to Earth, à la fin du film)
- Décors : Ralph Eggleston
- Animation : Angus MacLane (chef animateur)
- Son : Ben Burtt, Michael Semanick, Tom Myers, Matthew Wood
- Production : Jim Morris
  - Coproduction : Lindsey Collins
  - Production exécutive : Pete Docter, John Lasseter
- Société de production : Pixar Animation Studios
- Société de distribution : Walt Disney Studios Motion Pictures
- Budget : 180 000 000 USD
- Pays de production :  États-Unis
- Langue originale : anglais
- Genre : animation
- Durée : 98 minutes
- Dates de sortie[2] :
  - États-Unis, Canada : 27 juin 2008
  - France, Belgique : 30 juillet 2008

## Distribution

### Voix originales
- Ben Burtt est l'ingénieur du son pour WALL•E, le personnage principal du film, ainsi que pour les autres robots, y compris M-O[3]
- Elissa Knight (en) : EVE
- Jeff Garlin : capitaine B. McCrea
- Fred Willard : Shelby Forthright, PDG de BnL
- MacInTalk : Auto
- John Ratzenberger : John
- Kathy Najimy : Mary
- Sigourney Weaver : ordinateur de bord

### Voix françaises
- Philippe Bozo : WALL•E
- Marie-Eugénie Maréchal : EVE
- Emmanuel Jacomy : Commandant B. McCrea
- Hervé Jolly : Shelby Forthright, Président de BnL
- Jean-François Aupied : John
- Brigitte Virtudes : Mary
- Pascale Clark : ordinateur de bord[4]
- Patrick Osmond : Auto
- Mark Lesser : M-O
- Lionel Tua : voix de la publicité pour l’Axiom

### Voix québécoises
- Philippe Bozo : WALL•E
- Marie-Eugénie Maréchal : EVE
- Thiéry Dubé : Commandant B. McCrea
- Jean-Luc Montminy : Shelby Forthright
- Yves Soutière : John
- Julie Saint-Pierre : Mary
- Mélanie Laberge : ordinateur de bord
- Patrick Osmond : Auto
- Mark Lesser : M-O

## Sortie cinéma
Sauf mention contraire, les informations suivantes sont issues de l'Internet Movie Database.
- États-Unis : première mondiale le 23 juin 2008 à Los Angeles, 27 juin 2008 (sortie nationale)
- Russie : 25 juin 2008 au Festival international du film de Moscou
- Chili : 26 juin 2008
- Brésil,  Canada,  Colombie,  Panama : 27 juin 2008
- Koweït : 3 juillet 2008
- Mexique : 4 juillet 2008
- Argentine : 9 juillet 2008
- Israël : 10 juillet 2008
- Islande : 16 juillet 2008
- Lituanie,  Pologne,  Royaume-Uni : 18 juillet 2008
- France,  Belgique : 30 juillet 2008

## Sorties vidéo
- États-Unis : 18 novembre 2008 (En DVD Et Blu-ray)
- France : 30 janvier 2009 (En DVD Et Blu-ray)

## Distinctions

### Récompenses
- Golden Globe Award 2009 : Golden Globe du meilleur film d'animation.
- Oscars 2009 : Oscar du meilleur film d'animation.
- BAFTA Award 2009 : BAFTA Award du meilleur film d'animation.
- 14e cérémonie des Critics' Choice Movie Awards : Critics' Choice Movie Award du meilleur film d'animation.
- Prix Hugo[5] : Meilleur film dramatique.

### Nominations
- Oscar 2009 :
  - Oscars 2009 : Oscar du meilleur scénario original.
  - Oscars 2009 : Oscar du meilleur mixage de son.
  - Oscars 2009 : Oscar du meilleur montage de son.
  - Oscars 2009 : Oscar de la meilleure chanson originale .
  - Oscars 2009 : Oscar de la meilleure musique de film.
- Golden Globe Award 2009 :
  - Golden Globe Award 2009 : Golden Globe de la meilleure chanson originale.
- BAFTA Award 2009 :
  - BAFTA Award 2009 : BAFTA Award du meilleur son.
  - BAFTA Award 2009 : BAFTA Award de la meilleure musique de film.
- Annie Awards 2009 : 
  - Annie Awards 2009 : Annie Award du meilleur film d'animation.
  - Annie Awards 2009 : Annie Award des meilleurs effets animés.
  - Annie Awards 2009 : Annie Award de la meilleure animation de personnage pour le cinéma.
  - Annie Awards 2009 : Annie Award de la meilleure réalisation pour le cinéma.
  - Annie Awards 2009 : Annie Award du meilleur design pour le cinéma.
  - Annie Awards 2009 : Annie Award des meilleurs storyboards pour le cinéma.
  - Annie Awards 2009 : Annie Award de la meilleure performance vocale pour le cinéma.
- 14e cérémonie des Critics' Choice Movie Awards :
  - 14e cérémonie des Critics' Choice Movie Awards : Critics' Choice Movie Award du meilleur film.
  - 14e cérémonie des Critics' Choice Movie Awards : Critics' Choice Movie Award de la meilleure musique de film.

## Personnages

### WALL•E
(Waste Allocation Load LifterEarth-Class — Appareil de levage chargé de la répartition des déchets de classe terrestre) Compacteur de déchets mobile, WALL•E est le dernier robot opérationnel d'une vaste quantité produite par l'entreprise Buy n Large pour ramasser et compacter les déchets accumulés par les humains. Il fonctionne à l'énergie solaire et remplace constamment ses pièces usagées par d'autres récupérées sur des robots WALL•E hors d'usage. Il peut rétracter ses membres et sa tête dans son corps pour former un cube quand il se sent en danger ou lorsqu'il veut dormir. La longue existence solitaire de WALL•E lui a permis de développer une conscience et des émotions. L'ingénieur du son Ben Burtt a créé sa voix, ainsi que celle du robot M-O (Microbe-Obliterator). WALL•E n'est qu'une déclinaison de nombreux engins de compactage car lors des scènes se déroulant dans les soutes du vaisseau spatial, on peut voir deux énormes robots avec l'inscription "WALL-A" (Waste Allocation Load Lifter-Axiom-Class).

### EVE
(Extraterrestrial Vegetation Evaluator — Évaluatrice de végétation extraterrestre)
Sonde chargée de découvrir une source de vie potentielle sur Terre. Elle est tout le contraire de WALL-E blanche et fuselée, ses formes sont épurées et lisses lui permettent une grande fluidité aérodynamique. Elle peut également tirer des lasers bleus avec son bras. Tête brûlée et ayant mauvais caractère, elle se montre peu démonstrative envers le petit robot. Au fil de l'aventure, elle semble éprouver de l'affection pour lui, voire de l'amour.

### Commandant capitaine B. McCrea
Chef de bord de l'Axiom, il se laisse cependant influencer par Auto. Comme les autres humains à bord de son vaisseau, il est devenu si obèse qu'il se déplace en fauteuil volant et passe sa vie à ne rien faire. Il commence cependant à être le seul à vraiment désirer retourner sur Terre, et le premier à découvrir la machination de Forthright. Avec l'aide de WALL•E et EVE, il combattra Auto de façon plutôt héroïque, et deviendra le chef des humains qu'il ramènera sur Terre. Son nom n'est jamais mentionné, mais on peut le lire sur son portrait à côté de ceux de ses prédécesseurs.

### Auto
(Autopilot — Pilote automatique) Auto-pilote froid et calculé de l'Axiom, il influence le capitaine et commande à sa place. Il est programmé par Forthright pour garder les humains à bord de l'Axiom, ce qui en fait l'antagoniste du film car Forthright croyait aveuglément que la Terre était trop toxique pour redevenir vivable. Il s'inspire de l'ordinateur Hal 9000 de 2001, l'Odyssée de l'espace.

### Shelby Forthright
Président-directeur général de Buy n Large. Dans le film, un projet de nettoyage à l'échelle planétaire est organisé par Shelby Forthright tandis que les humains sont évacués dans l'espace. Il lance la directive A113 quelques années plus tard, ordonnant aux pilotes automatiques de rester dans l'espace et de ne jamais rentrer sur Terre persuadé que les niveaux de pollution sont beaucoup trop élevés et la vie y est devenue impossible. Son programme de nettoyage est donc un échec. Le personnage est incarné par Fred Willard, seul personnage réel de ce film d'animation, pour la première fois dans l'histoire du studio Pixar.

### M-O
(Microbe-Obliterator — Microbe-oblitératrice)
Robot chargé de nettoyer l'Axiom, il suit la trace de Wall•E tout en nettoyant celui-ci.

### Hal
Le petit cafard que suit WALL•E au début du film et qui reste sur Terre quand ce dernier part pour l'espace jusqu'à son retour.

## Origine et production
Le concept de WALL•E a été trouvé lors d'une séance de travail organisée pour Toy Story 2 (1999) au cours de laquelle un des participants a demandé incidemment : « Et si les humains quittaient la Terre et oubliaient de déconnecter le dernier robot ? » Andrew Stanton et Pete Docter ont continué à travailler sur cette idée pendant des semaines : « On se disait que nous le tournerions dans la langue de R2-D2, le robot de Star Wars, mais nous avons arrêté, persuadés qu'on ne nous laisserait jamais faire un film pareil. Pete est passé à Monstres et Cie. Après Le Monde de Nemo, j'ai repensé à cette histoire de robot. » Je me suis dit : « Ce robot est seul. Et la seule réponse à cette solitude est l'amour. J'ai mis quinze ans pour trouver le déclic qui permettait au film de se réaliser. »
Le générique de fin de WALL•E utilise un principe graphico-narratif dans lequel des œuvres d'art sont présentées de manière chronologique, à la fois par leur représentation et leur style graphique, pour présenter une succession d'événements. Il présente la reconstruction de l'humanité sur Terre, aidée des robots, sous la forme d'une succession de scènes typiques de certaines étapes de l'Histoire humaine et présentées en reprenant le style graphique associé à l'époque considérée comme les peintures rupestres de la Préhistoire, la peinture d'Égypte antique, les mosaïques romaines ou encore la Renaissance.

### Le personnage de WALL•E
La source d'inspiration principale pour le personnage de WALL•E a été l'objectif binoculaire, à partir duquel le reste du personnage s'est construit. Le but de Stanton était de créer un personnage robotique que le public identifie vraiment comme un robot, et non comme un être humain dans une coque métallique. Le personnage Johnny 5 du film Short Circuit pourrait être une référence inconsciente, mais Stanton précise qu'il n'a vu ce film qu'une seule fois et qu'il tentait plutôt de créer un personnage proche de Luxo the Lamp, du film Luxo Jr., le premier court-métrage de Pixar sorti en 1986.
WALL-E regarde régulièrement une vidéocassette du film Hello, Dolly !, notamment les numéros musicaux Put On Your Sunday Clothes et It Only Takes A Moment.
Ed Gonzalez, de Slant Magazine, estime que le personnage de WALL•E invite à la comparaison avec le E.T. de Steven Spielberg, Numéro 5, R2-D2 de Star Wars, et le Charlot de Charlie Chaplin. Le réalisateur Andrew Stanton précise avoir puisé son inspiration pour ce film chez Charlie Chaplin. Ben Burtt, l'ingénieur du son pour WALL•E, indique dans une interview à Libération que WALL•E débute par des bruitages comme le robot R2-D2 de la saga Star Wars, puis apprend au fur et à mesure du film, un langage lui permettant de communiquer par exemple avec EVE.

### Les traditions Pixar
Dans la tradition de Pixar, un court-métrage est présenté avant chaque film. Cette fois-ci, c'est Presto, mettant en scène un prestidigitateur (ressemblant beaucoup au personnage de l'avocat Talon Labarthe dans Ratatouille), son chapeau magique et son lapin.
À l'instar de ce qui a été fait dans les génériques de fin de 1 001 Pattes, Toy Story 2 et Le Monde de Nemo, ou dans le film Monstres et Cie, des personnages des autres productions Pixar ont servi dans une bande-annonce pour le film diffusée pendant le Super Bowl dans laquelle Buzz et Woody, héros de Toy Story, regardent le match à la télévision tout en discutant de WALL-E.
Dans WALL•E le code signalant la découverte de végétation sur Terre à bord du vaisseau Axiom est A-113. L'origine ce chiffre est le numéro d'une classe de CalArts. Brad Bird l'a utilisé sous la forme A1-13 dans la plupart des productions auxquelles il a participé, que ce soit Les Simpson ou les films de Pixar.

### Scénario
Andrew Stanton a imaginé WALL•E au cours d'un déjeuner avec ses collègues scénaristes John Lasseter, Pete Docter et Joe Ranft en 1994. Toy Story était bientôt terminé et les scénaristes mettaient en commun leurs idées pour leurs projets futurs ― 1 001 Pattes, Monstres et Cie et Le Monde de Nemo ― lors de ce déjeuner. Stanton a alors demandé : « Que se passerait-il si l'humanité devait quitter la Terre et que quelqu'un oubliait de désactiver le dernier robot ? ». Après avoir essayé pendant de nombreuses années de rendre les personnages de Toy Story attrayants, Stanton a trouvé son idée (un robot seul sur une planète déserte) très puissante,. Stanton a fait de WALL•E un collecteur de déchets à la fois car ce statut est immédiatement perceptible et car c'est un travail servile qui rend le personnage sympathique. Stanton appréciait également les images de cubes compactés de déchets. Il n'a pas trouvé cette idée trop sombre parce qu'une planète recouverte de déchets était pour lui une image enfantine de désastre.
Stanton et Pete Docter ont développé le film sous le titre Trash Planet pendant deux mois en 1995 mais ils ne voyaient pas comment poursuivre l'histoire et Docter a choisi de réaliser Monstres et Cie à la place,. Trouvant une analogie entre le fait que WALL•E soit le seul habitant d'un monde désert et l'image d'une plante poussant sur un trottoir, Stanton a eu l'idée que WALL•E puisse trouver une plante. Avant de détourner leur attention vers d'autres projets, Stanton et Lasseter ont pensé que WALL•E pourrait tomber amoureux, ceci faisant naturellement suite à sa solitude. Stanton a recommencé à écrire WALL-E en 2002, tout en finissant son travail sur Le Monde de Nemo. Il a fait son script d'une façon rappelant Alien écrit par Dan O'Bannon. Ce dernier a écrit le script d'Alien d'une façon particulière, qui a rappelé à Stanton le haïku. Fin 2003, Stanton et quelques autres ont créé un animatique des vingt premières minutes du film. Lasseter et Steve Jobs ont été impressionnés et ont officiellement fait commencer le développement, même si Jobs a avoué qu'il n'aimait pas le titre, à l'origine orthographié « W.A.L.•E. ».

### Animation
WALL•E n'a pas été développé durant les années 1990 en partie parce que Stanton et Pixar n'étaient pas encore assez confiants pour faire un film avec un personnage principal se comportant comme Luxo Jr. ou R2-D2. Stanton a expliqué qu'il y a deux types de robots au cinéma : « les humains à peau de métal », comme the Tin Woodman et « les machines avec des fonctions » comme Luxo et R2. Il a trouvé la deuxième idée « puissante » parce qu'elle permettait aux spectateurs de projeter leur personnalité sur les personnages, comme ils le font avec les bébés et les animaux. Il a ajouté : « On voulait que le public pense qu'il était en train d'assister à la venue à la vie d'une machine ».

### Son
Le producteur Jim Morris a proposé Ben Burtt comme designer sonore pour WALL•E parce que Stanton voulait faire des robots semblables à R2-D2. Burtt avait terminé son travail sur Star Wars, épisode III : La Revanche des Sith et avait dit à sa femme qu'il ne travaillerait plus sur des films avec des robots, mais a trouvé WALL•E et le principe de remplacer les voix par des sons « frais et excitants ». Il a enregistré 2 500 sons pour le film, soit le double de ce qui se faisait en moyenne dans un film de Star Wars, et qui est d'ailleurs un record dans sa carrière. Burtt a commencé son travail en 2005 et a créé des sons en modifiant sa propre voix, et ce pendant deux ans. Il a décrit les voix des robots comme reprenant « le langage universel de l'intonation des bébés. "Oh", "Hm ?", "Huh !", vous voyez ? ».

### Musique
La musique du film a été composée par Thomas Newman, à qui l'on doit aussi Le Monde de Nemo, qui avait valu à Newman un Annie Award pour la meilleure musique d'un film d'animation. Celui-ci a commencé à écrire la musique en 2005, en espérant que commencer cette tâche assez tôt lui serait profitable ; il a finalement fait remarquer qu'il aurait dû le faire lorsque Stanton et Reardon écrivaient le script. Le thème d'EVE a d'abord été arrangé en octobre 2007. Le morceau utilisant ce thème, joué lorsqu'elle vole pour la première fois autour de la Terre, utilisait initialement plus d'éléments orchestraux ; Newman a par ailleurs été incité à le rendre plus féminin. Newman a déclaré que Stanton avait eu beaucoup d'idées sur la composition des musiques, et qu'il les avait généralement appliquées, trouvant difficile de composer la musique d'un film partiellement muet. Stanton voulait que la musique soit entièrement orchestrale, mais Newman s'est senti limité par cette idée, particulièrement dans les scènes à bord de l'Axiom, et a donc aussi utilisé de la musique électronique.
Stanton voulait à l'origine ajouter du swing français des années 1930 au début des scènes se déroulant dans l'espace, mais y a renoncé après avoir vu Les Triplettes de Belleville (2003) parce qu'il ne voulait pas qu'on pense qu'il ait copié ce film. Peter Gabriel chante la chanson du générique de fin. D'après le site Cinema Blend, il aurait été approché par le studio dès 2005.

## Sortie au cinéma et accueil du public
La première du film a été donnée au Greek Theatre de Los Angeles le 23 juin 2008. Les recettes de WALL•E se sont élevées à 223 808 164 $ aux États-Unis et au Canada et 521 311 860 $ dans le monde, faisant de lui le neuvième plus gros succès commercial de l'année 2008.
Poursuivant la tradition des studios Pixar, WALL•E a été accompagné pour sa sortie en salles d'un court métrage, Presto. Le film a été dédié à Justin Wright (1981–2008), un animateur de Pixar ayant travaillé sur Ratatouille mort d'un arrêt cardiaque avant la sortie de WALL-E. Walt Disney Imagineering a construit des animatroniques WALL•E afin d'assurer la promotion du film ; ceux-ci étaient présents dans les parcs Disneyland, au Franklin Institute, au Miami Science Museum, au Seattle Center et au Festival international du film de Tōkyō.
Aux États-Unis et au Canada, le film était disponible dans 3 992 cinémas le 27 juin 2008. Lors de son premier week-end, il s'est classé premier au box-office avec 63 087 526 $ de recettes. Le film a rapporté 94,7 millions de $ durant sa première semaine et a franchi la barre des 200 millions au cours de son sixième week-end.
Les pays où WALL-E a totalisé plus de 10 millions de dollars de recettes sont les suivants : Japon (44 005 222 $), Royaume-Uni / Irlande / Malte (41 215 600 $), France / Maghreb (27 984 103 $), Allemagne (24 130 400 $), Mexique (17 679 805 $), Espagne (14 973 097 $), Australie (14 165 390 $), Italie (12 210 993 $) et Russie / CEI (11 694 482 $).

### Réception critique
WALL•E a été salué de façon quasiment unanime par les critiques du monde entier. Rotten Tomatoes estime que 96 % des critiques ont donné un avis positif sur le film, celui-ci recueillant une moyenne de 8,4/10 (chiffre basé sur un échantillon de 200 critiques). Sur Metacritic, qui donne aux films une note sur 100 fondée sur de nombreuses critiques, WALL•E a une moyenne de 94, basée sur 39 critiques. IndieWire, en s'appuyant sur de nombreuses critiques de film, a désigné WALL-E comme étant le troisième meilleur film de l'année.
Richard Corliss du Time a désigné WALL•E comme son film préféré de l'année 2008 (et plus tard de la décennie), notant que le film a réussi à « réunir un large public » malgré l'absence de la part du personnage principal de paroles et d'« éléments émotionnels comme une bouche, des sourcils, des épaules et des coudes ». Pour Corliss, le film « évoque la splendeur des débuts du cinéma », celui-ci allant même jusqu'à comparer la relation entre WALL•E et EVE avec celle entre Spencer Tracy et Katharine Hepburn. De nombreuses autres critiques ont choisi WALL-E comme leur film favori de l'année 2008, dont Tom Charity de CNN, Michael Phillips du Chicago Tribune, Lisa Schwarzbaum d'Entertainment Weekly, A.O. Scott du The New York Times, Christopher Orr de The New Republic, Ty Burr et Wesley Morris de The Boston Globe, Joe Morgenstern de The Wall Street Journal et Anthony Lane de The New Yorker.
Todd McCarthy du magazine Variety a désigné le film comme « la neuvième merveille consécutive de Pixar », affirmant qu'il était inventif, tout en restant simple. McCarthy a ajouté qu'il repoussait les limites de l'animation en équilibrant les idées ésotériques avec celles qui sont les plus rapidement accessibles, et que la principale différence entre WALL•E et d'autres films de science-fiction se basant sur une apocalypse était son optimisme. Kirk Honeycutt de The Hollywood Reporter a fait valoir que WALL•E a surpassé la réalisation des huit précédents films de Pixar et était probablement leur film le plus original à ce jour. Pour lui, le film a « le cœur, l'âme et l'esprit » des meilleurs films muets.
Roger Ebert a écrit dans le Chicago Sun-Times que WALL•E était « un film captivant, une merveille visuelle, doté d'un scénario de science-fiction qui tient la route ». Il a ajouté que la rareté des dialogues permettait au film de « franchir la barrière des langues » d'une manière appropriée au thème musical, et a noté qu'il attirerait autant les enfants que les adultes. Ebert a salué l'animation, affirmant que la palette de couleurs choisie était « éclatante et gaie [...] et un peu réaliste », et que Pixar avait réussi à créer un sentiment de curiosité envers le personnage de WALL•E. Il a loué son apparence « rouillée et laborieuse » et l'a favorablement comparé à d'autres personnages principaux de films rendus « mignons » par des procédés plus évidents. Il a fait valoir que le film se concentrait plus sur les idées que le spectacle et que cela allait stimuler l'esprit des plus jeunes. Ebert a enfin désigné WALL•E comme l'un des vingt films qu'il a préférés en 2008 et a affirmé qu'il était « le meilleur film de science-fiction depuis des années ».

### Résultats de la sortie DVD-Blu-ray
Le film est sorti en DVD et disque Blu-ray le 18 novembre 2008. Parmi les bonus proposés on trouve Presto, un autre court métrage : BURN-E, le documentaire The Pixar Story de Leslie Iwerks, des courts métrages sur l'histoire de Buy n Large et une copie numérique du film pouvant être lue sur iTunes ou Windows Media. Il s'est vendu au total 9 045 554 DVD aux États-Unis, pour des recettes s'élevant à 142 713 583 $. WALL•E est la deuxième meilleure vente DVD parmi les films d'animation sortis en 2008 en termes d'unités vendues, aux États-Unis, (derrière Kung Fu Panda) et le premier en termes de recettes — tous ces chiffres se basant uniquement sur l'année 2008,.

## Analyse du film

### Thèmes abordés
Le film offre plusieurs niveaux de lecture. Un des thèmes principaux du film est l'effet de la surconsommation. Le premier élément est l'état de la planète Terre. Les humains ont dû quitter la Terre pour habiter dans l'espace tandis que des robots nettoient la planète. La population humaine habite dans des vaisseaux spatiaux, dont un seul est montré dans le film, l'Axiom. À son bord, les humains sont représentés inactifs et obèses. Ils sont servis par des robots et n'effectuent presque aucun mouvement. La société Buy'n Large est un monopole-oligopole. Elle est représentée comme fournissant tout ce qu'il est possible depuis la construction, les transports, la nourriture, les chaînes de distribution jusqu'aux vaisseaux spatiaux ayant servi à l'exil des humains. Dans leur vie quotidienne, des panneaux publicitaires sont installés partout au sein du vaisseau, et les humains sont régulièrement représentés avec une boisson ou de la nourriture à la main. Ce n'est qu'à la toute fin du film que tous se redressent sur leurs jambes, pour repeupler et refertiliser la Terre, encouragés par le capitaine McCrea.
Un autre thème découlant du précédent est l'écologie. Le fait que les humains aient créé les WALL•E pour nettoyer à leur place la Terre est une vision particulière de la préservation de l'écosystème planétaire. En abandonnant la surface terrestre à des nettoyeurs, les hommes permettent à la Terre de se régénérer en attendant la réapparition de la vie, ici symbolisée par une plante. Avec le message de préservation de la Terre en filigrane, le film est régulièrement associé à une fable écologique.
Dans un article publié par le New York Times, Frank Rich expose ces points et les met en perspective par rapport à la situation de la société américaine en 2008, en pleine campagne électorale. Le film se distingue de la plupart des œuvres de science-fiction dont l'histoire se déroule dans un monde post-apocalyptique, par sa vision très optimiste : le pire arrivera, mais l'humanité sera capable de retrouver ses racines. Le film est assez mal reçu par les conservateurs qui voient en WALL-E un film de gauche faisant l'apologie du malthusianisme,. Greg Pollowitz dans un billet publié par la revue conservatrice NRO, estime qu'il est assez paradoxal que Disney fasse l'apologie de la protection de la planète dans WALL•E quand, en parallèle, Disney continue à faire fabriquer en Chine nombre d'objets en plastique dans des usines polluantes.